# Drees
Drees là một đô thị thuộc huyện Vulkaneifel, bang Rheinland-Pfalz, Đức. Đô thị này có diện tích 4,11 km2, dân số cuối năm 2006 là 153 người.